# The Roulettes
The Roulette furono un gruppo di rock and roll britannico e musica beat formato a Londra nel 1961. Furono reclutati per suonare come backing group del cantante Adam Faith l'anno successivo e continuarono ad esibirsi e registrare fino alla fine degli anni '60.

## Formazione
- Peter Thorp – chitarra solista
- Brian Parker – chitarra solista
- Johnny Rogers – basso elettrico
- Alan 'Honk' Jones – sassofono
- Norman Stracey – chitarra ritmica, organo elettrico
- Bob Henrit – batteria
- Russ Ballard – organo elettrico, chitarra solista, voce
- John 'Mod' Rogan – basso elettrico

## Discografia

### Album
- 1964 - On The Move - come Adam Faith with the Roulettes and the John Keating Orchestra
- 1965 - Faith Alive! - come Adam Faith with the Roulettes and Chris Andrews
- 1965 - Stakes And Chips

### Singoli come The Roulettes
- 1962 - Hully Gully Slip And Slide
- 1963 - Soon You'll Be Leaving Me / Tell Tale Tit
- 1964 - Stubborn Kind Of Fellow
- 1964 - Soon You'll Be Leaving Me / Can You Go
- 1964 - HBad Time
- 1964 - I'll Remember Tonight
- 1965 - HFind Out The Truth / I Hope He Breaks Your Heart
- 1965 - The Long Cigarette
- 1966 - Tracks Of My Tears / Jackpot
- 1966 - I Can't Stop
- 1966 - I Can't Stop / Yesterday, Today And Tomorrow
- 1967 - Help Me To Help Myself / To A Taxi Driver
- 1967 - Rhyme Boy, Rhyme / Airport People